# Raban von der Malsburg

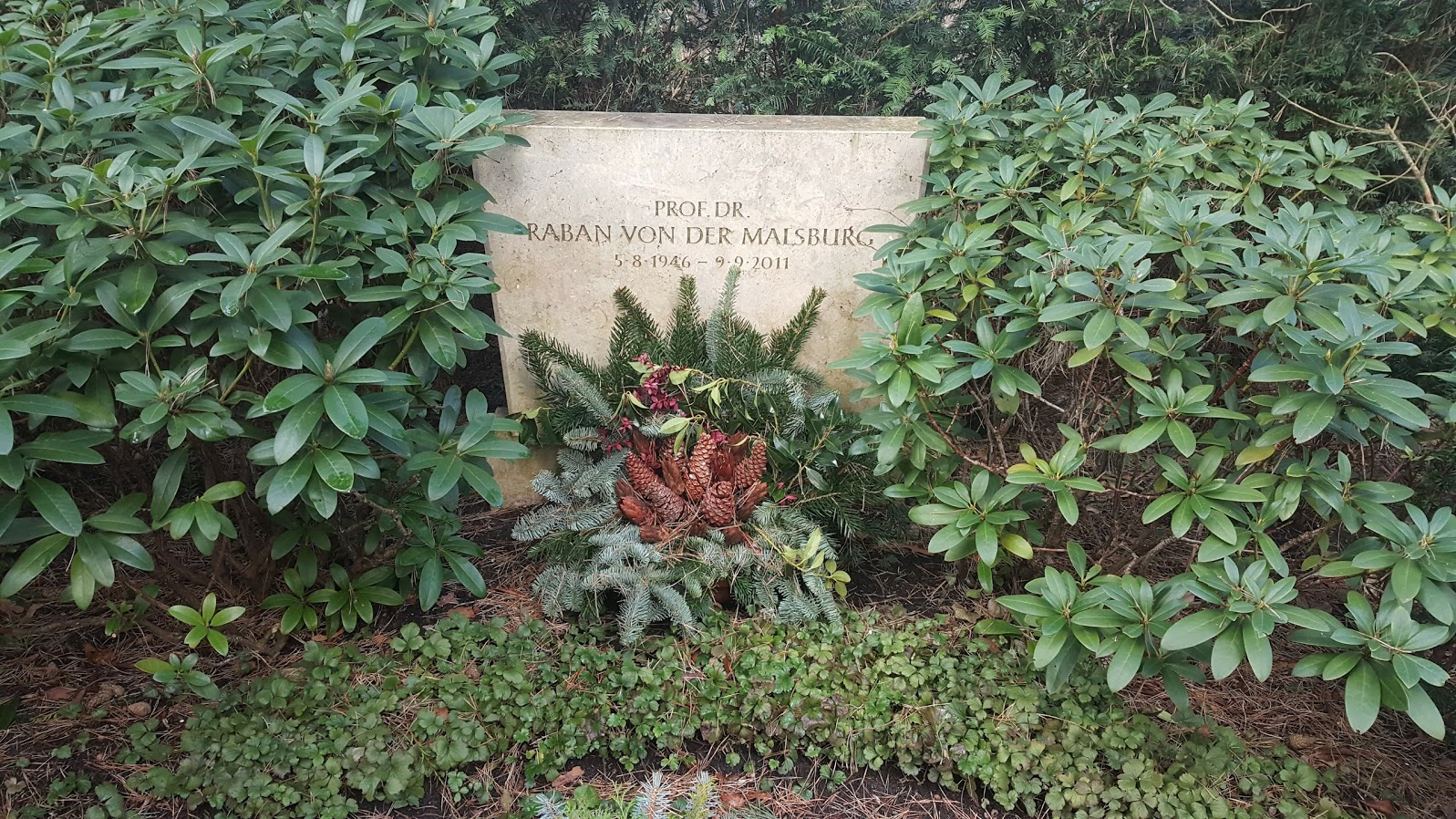
Grab von Raban von der Malsburg auf dem Waldfriedhof Dahlem

Raban von der Malsburg (* 5. August 1946 in Niederelsungen; † 9. September 2011) war ein deutscher Kunsthistoriker und baden-württembergischer Kommunalpolitiker (CDU).

## Leben
Raban von der Malsburg wurde 1946 im nordhessischen Niederelsungen geboren. Nach dem Abitur am Friedrichsgymnasium in Kassel studierte er Rechtswissenschaft und Kunstgeschichte an der Ruprecht-Karls-Universität Heidelberg. 1976 promovierte er über Die Architektur der Scuola Grande di San Rocco in Venedig. Ab 1977 leitete er die Zentrale Studienberatung der Universität sowie von 1996 bis 2000 deren Zentrum für Studienberatung und Weiterbildung. Daneben übernahm er 1993 einen Lehrauftrag für Bau- und Kunstgeschichte an der privaten Fachhochschule Heidelberg. 2000 wurde er zum Honorarprofessor ernannt.
1980 wurde von der Malsburg erstmals für die CDU in den Heidelberger Gemeinderat gewählt. Er gehörte ihm bis zum Jahr 2000 an, darunter von 1986 bis 1995 als CDU-Fraktionsvorsitzender. 1990 kandidierte er für das Amt des Oberbürgermeisters von Heidelberg, erhielt aber in der Stichwahl, in der sich die SPD-Kandidatin Beate Weber durchsetzte, nur die dritthöchste Stimmenzahl der Bewerber. Im Jahr 2000 wurde er als Nachfolger von Joachim Schultis Erster Bürgermeister und damit Stellvertreter der Oberbürgermeisterin. Er war zuständig für das Baudezernat. 2008 ging er in Pension. Als Erster Bürgermeister folgte ihm Bernd Stadel nach.
Raban von der Malsburgs Grab befindet sich auf dem Berliner Waldfriedhof Dahlem.

## Familie
Er war Enkel des Fabrikanten und Oberbürgermeisters von Mannheim Carl Renninger (1881–1951) und Urenkel des Politikers und Fabrikanten Paul Stumpf (1826–1912).